# Februari 2007
Dit artikel geeft een chronologisch overzicht van belangrijke gebeurtenissen per dag in de maand februari van het jaar 2007.

## Gebeurtenissen

### 1 februari
- De Nederlandse netbeheerder TenneT waarschuwt voor stroomuitval als gevolg van de door de milieubeweging aangekondigde "lampen-uit-actie" van vanavond, 19.55–20.00 uur MET. In Nederland doen weinig mensen mee aan deze actie, dit in tegenstelling tot België en initiatiefland Frankrijk. Problemen blijven uit; in België en Frankrijk is de besparing meetbaar.

### 2 februari
- In de Russische oblast Sverdlovsk zijn vijftien lichamen aangetroffen van jonge vrouwen in de leeftijd van 13 tot 26 jaar in een massagraf bij de stad Nizjni Tagil. Acht mannen, allen leden van een criminele organisatie die zich bezighoudt met de prostitutie in de stad, zijn aangehouden op verdenking van verkrachting en moord.
- Volgens een rapport van het IPCC, het klimaatpanel van de Verenigde Naties, wordt de opwarming van de Aarde zeer waarschijnlijk veroorzaakt door de mens.

### 3 februari
- Een onderzoek namens de Europese Unie bevestigt dat voor het eerst op een Britse pluimveehouderij de voor mensen gevaarlijke variant van de vogelgriep H5N1 is uitgebroken; 2600 kalkoenen zijn reeds omgekomen.
- Er vallen vijf doden en dertig gewonden na het afgaan van een aantal autobommen in de Iraakse plaats Kirkoek.
- Een autobom die op een markt in het centrum van Baghdad afgaat zorgt voor minimaal 135 doden.

### 4 februari
- Sinds twee dagen wordt de Indonesische hoofdstad Jakarta geteisterd door buitengewoon zware overstromingen van rivieren; er wordt nog meer regen verwacht en daardoor een verdere stijging van het water.

### 5 februari
- Wouter Van Bellingen uit Sint-Niklaas, de eerste zwarte schepen in Vlaanderen, krijgt een zeer groot aantal verzoeken om als ambtenaar van de Burgerlijke Stand op te treden nadat eerder bekend was geworden dat een drietal koppels vanwege zijn donkere huidskleur had geweigerd hun huwelijk door hem te laten sluiten.
- De Tweede Kamer-fracties van CDA, PvdA en ChristenUnie krijgen een conceptregeerakkoord als uitkomst van de Nederlandse kabinetsformatie voorgelegd.

### 6 februari
- Rond het eiland Panglao op de Filipijnen zijn bij een onderzoek duizenden nieuwe soorten zeedieren ontdekt. Aan het onderzoek namen tachtig wetenschappers uit negentien verschillende landen deel.
- De vaststelling van het Nederlands als officiële voertaal komt in de Nederlandse Grondwet te staan, zo luidt het regeerakkoord, waarmee het Algemeen-Nederlands Verbond een jarenlange lobby beloond ziet.
- Cito Eindtoets Basisonderwijs voor groep 8 van de basisschool (t/m 8 februari).

### 7 februari
- Het Nederlandse regeerakkoord van coalitiepartners CDA, PvdA en ChristenUnie wordt gepresenteerd. Kernwoorden zijn respect, solidariteit en duurzaamheid. De oppositiepartijen hebben kritiek op het akkoord. Wikinieuws
- In de nacht van 6 op 7 februari voeren hackers een grote maar mislukte DDos-aanval uit op drie van de dertien voornaamste DNS-rootservers.
- In het Verenigd Koninkrijk is een vrouw gewond geraakt door een ontplofte bombrief die was afgeleverd bij de Britse Rijksdienst voor het Wegverkeer. Het is het derde incident in drie dagen tijd.

### 8 februari
- In Mekka komen de Palestijnse partijen Hamas en Fatah een regering van nationale eenheid overeen. Ook enkele onafhankelijken zullen in het kabinet plaatsnemen.
- De politie in Oostenrijk heeft op het internet een netwerk van ernstige kinderporno ontdekt waarbij duizenden personen zijn betrokken waaronder tientallen uit Nederland.
- Delen van westelijk Europa krijgen te maken met sneeuwval. In Nederland gaf het KNMI de dag ervoor een weeralarm uit. In plaats van de gebruikelijke 200 km file is er op de Nederlandse wegen slechts 12 km file in de avondspits, een laagterecord. In België waar geen weeralarm was aangegeven, zijn er wel veel files, vooral bij Brussel.
- In El Salvador begint de negende editie van de UNCAF Nations Cup, het voetbalkampioenschap van Midden-Amerika.

### 9 februari
- Jan Peter Balkenende is benoemd tot kabinetsformateur. Hij verwacht binnen twee weken het kabinet-Balkenende IV rond te hebben.
- KPN stelt na 74 jaar het telexnetwerk buiten gebruik.

### 10 februari
- Barack Obama stelt zich officieel kandidaat voor de Democratische nominatie voor de Amerikaanse presidentsverkiezingen 2008.

### 11 februari
- Schaatsster Ireen Wüst wordt de vierde Nederlandse Wereldkampioen dames allround. Bij de heren gaat de wereldtitel naar Sven Kramer.

### 12 februari
- De coalitiepartijen CDA, PvdA en ChristenUnie hebben een akkoord bereikt over de verdeling van de ministersposten in het toekomstige Kabinet-Balkenende IV. Wikinieuws
- Het proces in verband met olietanker Erika die in december 1999 voor de kust van Bretagne in tweeën brak en daar een zeer grote milieuramp veroorzaakte, neemt een aanvang.
- Achttien hexagonale segmenten voor de 6,6 meter grote hoofdspiegel van de James Webb-ruimtetelescoop zijn gereed. De lancering van deze satelliet, de opvolger van de ruimtetelescoop Hubble, met een Ariane V-raket is gepland voor 2013.
- Vanaf mei dit jaar zal een vier jaar durende studie starten naar de lengte van de Chinese Muur, een UNESCO-Werelderfgoed in China. Tevens wordt het precieze verloop vastgelegd.

### 13 februari
- In de Belgische Senaat is een rapport geopenbaard dat de medewerking van de Belgische overheid aan de Jodenvervolging tijdens de Tweede Wereldoorlog ondubbelzinnig aantoont.
- Noord-Korea komt met een vijftal landen waaronder de Verenigde Staten overeen zijn nucleaire arsenaal te ontmantelen. Wikinieuws
- De kandidaat-bewindspersonen van het aanstaande Kabinet-Balkenende IV worden bekendgemaakt. Wikinieuws
- Op een tentoonstelling over Istanboel in de Amsterdamse Nieuwe Kerk worden op verzoek van Turkije teksten over de Koerden en homoseksualiteit aangepast en die over de Armeense Genocide geweigerd.

### 14 februari
- De Franse hogesnelheidstrein TGV behaalt op de op 10 juni te openen hogesnelheidslijn tussen Parijs en Straatsburg een snelheid van 553 km per uur.
- Gurbanguly Berdimuhammedow is na een dubieuze verkiezingsoverwinning met 89,23% van de uitgebrachte stemmen beëdigd als president van Turkmenistan, als opvolger van de overleden voorganger Saparmurat Niazov.
- Het Gruuthuse-handschrift met daarin het lied Egidius waer bestu bleven, Vlaams erfgoed, is door de Brugse familie Van Caloen aan de Koninklijke Bibliotheek in Den Haag verkocht, die het gedigitaliseerd op internet zal publiceren.

### 15 februari
- President Poetin vervangt Aloe Alchanov door Ramzan Kadyrov als president van Tsjetsjenië.
- Het voorstel van de Partij voor de Vrijheid om de beëdiging van de beoogde staatssecretarissen Aboutaleb en Albayrak vanwege hun dubbele nationaliteit op te schorten leidt tot beroering in de Tweede Kamer.
- Advocaat Bram Moszkowicz verliest het kort geding dat hij had aangespannen tegen Quote-hoofdredacteur Jort Kelder. Deze had hem uitgemaakt voor een "maffiamaatje".
- In België geldt officieel een epidemie nu 5 à 6% van de bevolking griepverschijnselen heeft.

### 16 februari
- De Europese Commissie verleent de mattentaart uit het Oost-Vlaamse Geraardsbergen de status van beschermd product.
- Het eerste internetcafé in Turkmenistan is geopend, enkele uren na de inauguratie van president Gurbanguly Berdimuhammedow.
- De ICESat van NASA heeft op Antarctica onder de gletsjers een systeem gevonden van rivieren en honderdvijftig meren. De volumestroom onder de ijslaag is veel groter dan verwacht.

### 17 februari
- De leden van de PvdA gaan op een partijcongres en masse akkoord met het nieuwe regeerakkoord.

### 18 februari
- Een carnavalsviering in het Duitse Apolda loopt uit op een vechtpartij tussen dronken jongeren en de politie.
- Geert Wilders (PVV) biedt Saoedi-Arabië geen verontschuldigingen aan voor opmerkingen die hij eerder deze week over de Koran had gemaakt en waarover dat land informeel een klacht bij Nederland heeft ingediend.
- Costa Rica wint de negende editie van de UNCAF Nations Cup, het voetbalkampioenschap van Midden-Amerika. In de finale is de ploeg na strafschoppen te sterk voor Panama.

### 19 februari
- Zuid-Thailand heeft gisteren en vandaag het zwaarste geweld ooit in zijn bestaan ondergaan. Er vonden diverse bomaanslagen, moorden en brandstichtingen plaats.
- Vanwege allerlei ontwikkelingen rondom zijn persoon kondigt strafpleiter Bram Moszkowicz aan de belangen van zijn cliënt Willem Holleeder niet langer te kunnen dienen en draagt de verdediging over. Moszkowicz was gedurende 20 jaar de advocaat van Holleeder, voordien was Holleeder cliënt bij vader Max Moszkowicz sr.. Moszkowicz wordt opgevolgd door advocaat Jan-Hein Kuijpers. Eerder deze week werd Bram Moszkowicz "maffiamaatje" genoemd door Jort Kelder, hetgeen tot een kort geding leidde.

### 20 februari
- De Hoge Raad bepaalt dat het gerechtshof van Amsterdam de zaak van terreurverdachte Samir Azzouz opnieuw moet bekijken.
- Het Chinese bedrijf Chinamex gaat met steun van de Chinese overheid op Luchthaven Schiphol een groot centrum opzetten voor handelscontacten van Chinese bedrijven met (potentiële) Europese partners.
- Australië is het eerste land dat vanaf 2010 de gloeilamp ten gunste van de spaarlamp gaat verbieden.
- Afghaanse militairen hebben de controle over het district Bakwa in de provincie Farah heroverd op de Taliban. Inlichtingenbronnen melden dat Al Qaida zich herstelt in de regio Waziristan.

### 21 februari
- De Belgische Orde van Geneesheren adviseert artsen hun medisch beroepsgeheim te negeren om partners te kunnen vertellen over de hiv-besmetting van hun wederhelft.
- Pieter van Geel is verkozen tot fractievoorzitter van de Tweede Kamerfractie van het CDA; hij was de enige kandidaat.
- Het toekomstige Kabinet-Balkenende IV zal een extra secretaris-generaal aanstellen die de rijksoverheid efficiënter moet laten werken en de aangekondigde groot aantal ontslagen gaat regelen.
- Doordat de Italiaanse senaat zijn buitenlands beleid afwijst, valt het Kabinet-Prodi II.

### 22 februari
- De leden van het Kabinet-Balkenende IV worden beëdigd door koningin Beatrix; vervolgens vertonen de ministers zich met haar op de trappen van Paleis Huis ten Bosch.

### 23 februari
- Omdat er hoofddoekdragende vrouwen bij aanwezig zullen zijn zegt president Ahmet Sezer af voor een concert dat koningin Beatrix organiseert tijdens haar komende staatsbezoek aan Turkije.
- Zware overstromingen in Bolivia kosten tientallen mensen het leven, nog eens honderdduizenden raken dakloos.
- Uit een grootschalig Brits onderzoek blijkt dat wanneer vrouwen in het huwelijk treden of gaan samenwonen hun huishoudelijke bezigheden met vijftig procent toenemen terwijl die van de mannelijke wederhelften met negenentwintig procent afnemen. >> meer nieuws
- Een brand in een tehuis voor mindervaliden en ouderen in de Letse plaats Alsunga kost aan 27 personen het leven.

### 24 februari
- In een opiniepeiling van Maurice de Hond blijkt 66% van de Nederlanders voor een boerkaverbod voor vrouwen in het openbaar te zijn.
- In bepaalde delen van Afrika (Burkina Faso, Soedan en Oeganda) is sinds januari een epidemie van hersenvliesontsteking gaande waaraan reeds honderden mensen zijn gestorven.

### 25 februari
- Leo van Wijk wordt na zijn vertrek als CEO van de luchtvaartmaatschappij KLM voorzitter van de luchtvaartalliantie SkyTeam.
- Iran lanceert voor het eerst met succes een raket bedoeld voor wetenschappelijk en defensief onderzoek in de ruimte.
- De Amerikaanse filmregisseur Martin Scorsese wint met The Departed Oscars voor de Academy Award.

### 26 februari
- Het Internationaal Gerechtshof te Den Haag oordeelt dat de staat Servië niet verantwoordelijk is voor wat er in de Bosnische Oorlog van 1992-1995 in Bosnië en Herzegovina is voorgevallen waaronder de door Bosnische Serviërs gepleegde genocide bij de val van Srebrenica.

### 27 februari
- Voor het eerst in zijn bestaan heeft de Israëlische staat een niet-Joodse president. Het gaat om de Druus Majalli Whbee die waarnemend president Dalia Itzik vanwege een buitenlandse vakantie tijdelijk vervangt.
- De Taliban plegen een zelfmoordaanslag op een basis in Afghanistan waar op dat moment vicepresident Dick Cheney van de Verenigde Staten verblijft. Er vallen negentien doden, maar Cheney blijft ongedeerd.
- Voor het eerst in de geschiedenis resulteert een beurskrach in Shanghai tot paniek op andere internationale effectenbeurzen.
- Rijkswaterstaat begint bij Delfzijl met testen van een dijk waar water overheen kan slaan zonder grote schade te veroorzaken. De bedoeling is vast te stellen of er een alternatief bestaat voor het ophogen van de dijken.

### 28 februari
- In het Belgische Nijvel doodt een moeder haar vijf kinderen.
- De winter van 2007 was de warmste in Nederland sedert het begin van de metingen in 1706, aldus het KNMI. De gemiddelde temperatuur lag op 6,5 graden Celsius, tegen 3,3 graden gemiddeld. Het aantal vorstdagen was de helft van het gemiddelde.

<< · januari · februari · maart · april · mei · juni · juli · augustus · september · oktober · november · december · >>